# Кочетовське сільське поселення (Інсарський район)
Кочето́вське сільське поселення (рос. Кочетовское сельское поселение) — муніципальне утворення у складі Інсарського району Мордовії, Росія. Адміністративний центр — село Кочетовка.

## Історія
Станом на 2002 рік існували Верхньолухменська сільська рада (села Верхня Лухма, Кіріклеєвський Майдан), Казеєвська сільська рада (село Казеєвка), Кочетовська сільська рада (села Арбузовка, Кочетовка, присілок Руське Яндовище), Лухменсько-Майданська сільська рада (село Лухменський Майдан, селища Стара Александровка, Турчаніновський) та Мордовсько-Пайовська сільська рада (село Мордовська Пайовка, присілки Красна Поляна, Михайловка, Свистовка, Сенгілейка, Стара Петровка).
2007 року були ліквідовані присілки Михайловка, Сенгілейка, селище Стара Александровка, 2009 року — присілок Свистовка.
19 травня 2020 року до складу сільського поселення були включені ліквідовані Верхньолухменське сільське поселення (села Верхня Лухма, Кіріклеєвський Майдан), Казеєвське сільське поселення (село Казеєвка), Лухменсько-Майданське сільське поселення (село Лухменський Майдан) та Мордовсько-Пайовське сільське поселення (село Мордовська Пайовка, присілок Красна Поляна).

## Населення
Населення — 1363 особи (2019, 1985 у 2010, 2530 у 2002).

## Склад
До складу поселення входять такі населені пункти:
| Населений пункт             | Населення, осіб (2002) | Населення, осіб (2010) |
| --------------------------- | ---------------------- | ---------------------- |
| Арбузовка, село             | 170                    | 124                    |
| Верхня Лухма, село          | 375                    | 294                    |
| Казеєвка, село              | 368                    | 302                    |
| Кіріклеєвський Майдан, село | 72                     | 29                     |
| Кочетовка, село             | 597                    | 488                    |
| Красна Поляна, присілок     | 4                      | 1                      |
| Лухменський Майдан, село    | 357                    | 291                    |
| Михайловка, присілок        | 8                      | -                      |
| Мордовська Пайовка, село    | 542                    | 455                    |
| Руське Яндовище, присілок   | 11                     | 4                      |
| Свистовка, присілок         | 8                      | -                      |
| Сенгілейка, присілок        | 11                     | -                      |
| Стара Александровка, селище | 2                      | -                      |
| Стара Петровка, присілок    | 2                      | -                      |
| Турчаніновський, селище     | 3                      | -                      |